# Tadao Horie
Tadao Horie (13. září 1913 – 29. březen 2003) byl japonský fotbalista.

## Reprezentační kariéra
Tadao Horie odehrál 3 reprezentační utkání. S japonskou reprezentací se zúčastnil letních olympijských her 1936.

## Statistiky
| Japonsko | Japonsko | Japonsko |
| Roky     | Záp.     | Góly     |
| -------- | -------- | -------- |
| 1934     | 2        | 0        |
| 1935     | 0        | 0        |
| 1936     | 1        | 0        |
| Celkem   | 3        | 0        |